# La casa bruciata
La casa bruciata (in svedese: "Brända Tomten") è un dramma da camera del drammaturgo svedese August Strindberg.
Scritto nel 1907, è il secondo dramma da camera dei cinque che il drammaturgo scrisse per l'Intima teatern, dove venne rappresentato sette volte.

## Trama
Il dramma racconta la vicenda di una casa bruciata e di un uomo, Arvid Valström, chiamato dal drammaturgo: "forestiero"; che torna dopo molti anni nel suo vecchio quartiere, dopo aver girato il mondo.
La casa bruciata è difatti la sua vecchia dimora, la casa della sua infanzia, e rivive all'interno del dramma quel luogo a lui oramai lontano nel tempo ma vicino nella memoria. La vicenda è costellata di personaggi, come suo fratello che si trova con una casa bruciata non assicurata, uno studente che probabilmente è suo figlio, e moltissimi altri tra cui si cerca di trovare il responsabile dell'incendio. Si scopre nel finale che è stato un avvenimento accidentale per cui nessuno ha colpe ma alcuni si ritrovano in disgrazia.